# Rimbalzo REM
Il rimbalzo REM è l'allungamento e l'aumento della frequenza e della profondità del sonno REM che si verifica dopo periodi di privazione del sonno.
Quando le persone sperimentano meno fase REM del dovuto in una sessione di sonno, notturna o diurna, esse impiegheranno nella sessione successiva meno tempo del solito per raggiungere tale stadio, e trascorreranno una maggiore percentuale del sonno totale in questa fase.

## Storia della scoperta
Dopo che le prime ricerche avevano collegato i movimenti oculari rapidi ai sogni e stabilito che costituivano circa il 20% del normale sonno umano, gli sperimentatori hanno iniziato a privare i soggetti del solo sonno REM, per testarne l'importanza unica. Ogni volta che l'elettroencefalogramma e i movimenti oculari di un soggetto indicavano l'inizio della fase REM del sonno, lo sperimentatore lo svegliava completamente per diversi minuti. Man mano che questa "privazione dei sogni" continuava, la tendenza ad avviare la fase REM aumentava e i soggetti venivano svegliati sempre più volte ogni notte. I soggetti divennero irritabili, ansiosi e affamati e molti abbandonarono prematuramente lo studio. Dopo cinque notti, ai soggetti rimanenti è stato permesso di dormire indisturbati e hanno mostrato un aumento significativo della percentuale di sonno dedicata alla fase REM: da una media del 19,4% a una media del 26,6%. Questi effetti erano significativi rispetto a un gruppo di controllo che si svegliava in un numero uguale di occasioni ogni notte, ad orari arbitrari.